# Фонвізін Михайло Олександрович
Фонвізін Михайло Олександрович (20 серпня 1787, Мар'їне, нині Раменський район Московської області — 30 квітня 1854, там само) — генерал-майор у відставці, декабрист, учасник франко-російської війни 1812 року і закордонних походів російської армії 1813—1814 років. Мемуарист.

## Біографія

### Служба
Батько — Олександр Іванович Фонвізін (1749–1819), підполковник, мати — Катерина Михайлівна NN (1750–1823). Виховувався вдома, потім в училищі святого Петра в Петербурзі і в Московському університетському пансіоні, слухав лекції в Московському університеті. З 1801 року офіцер гвардії. До служби записаний підпрапорщиком в лейб-гвардії Преображенський полк — 26 травня 1801 року, вступив на службу підпрапорщиком в лейб-гвардії Ізмайловський полк — 5 грудня 1803 року. Брав участь в Аустерліцькій битві (1805), російсько-шведській війні 1808—1809, франко-російській війні 1812 року і закордонних походах російської армії 1813—1814. Був з полком на шляху до Росії під час висадки Наполеона, повернувся до Франції і брав участь у військових діях періоду так званих Ста днів (блокада Меца і Тіонвіля), залишався з полком у складі окупаційного корпусу графа М. С. Воронцова до 1816 року. У вересні 1819 року переведений з полком у 2 армію (Тульчин). Генерал-майор з призначенням командиром 3 бригади 12 піхотної дивізії — 19 лютого 1820 року, командир 3 бригади 22 піхотної дивізії — 23 травня 1820 року. Звільнений у відставку — 25 грудня 1822 року. Жив у своєму підмосковному маєтку Крюково.

### Декабрист
Масон. Восени 1816 року вступив в першу декабристскую організацію Союз спасіння.
Член Союзу благоденства (учасник Московської змови 1817 року, один з ініціаторів і керівників Московського з'їзду 1821 року, член Корінної ради). Активно брав участь у розробці програми та статуту Північного товариства декабристів. У питанні майбутнього устрою Росії коливався між республікою і конституційною монархією, висловлювався за звільнення селян з мінімальним земельним наділом. Після 1822 року відійшов від активної діяльності в таємних організаціях.
Заарештований у Крюкові — 9 січня 1826 року, доставлений до Петербурга в Головний штаб — 11 січня, 12 січня переведений у Петропавловську фортецю. Засуджений за IV розряду і по конфірмації 10 липня 1826 року засуджений на каторжні роботи на 12 років, термін скорочений до 8 років — 22 серпня 1826 року. Відправлений з Петропавлівської фортеці до Сибіру — 21 січня 1827 року, доставлений в Читинський острог — 7 марта 1827 року, поступив в Петровський завод у вересні 1830 року. В 1832 році звернений на поселення в Єнисейськ, прибув туди — 20 березня 1834 року, дозволено перевести в Красноярськ — у 1835 році. Дозволено перевести в Тобольськ — 30 жовтня 1837 року. Прибув до Тобольська — 6 серпня 1838 року. 14 грудня 1839 року клопотав про відправлення рядовим на Кавказ, але безрезультатно. Дозволено повернутися на батьківщину і проживати у маєтку брата Мар'їно Бронницького повіту Московської губернії з установою найсуворішого поліцейського нагляду і забороною в'їзду до Москви та Петербурга — 13 лютого 1853 року, виїхав з Тобольська — 15 квітня 1853 року, прибув до Москви — 11 травня 1853 року, відправлений з жандармом в Мар'їно — 12 травня 1853 року. Помер у Мар'їно, похований у місті Бронниці біля міського собору.
Дружина — Фонвізіна Наталія Дмитрівна, пішла за чоловіком до Сибіру.
Мемуарист і публіцист. Написав спогади і ряд статей з політичної історії та філософії.

## Нагороди
- Орден святого Володимира 4 ступеня з бантом.
- Орден святої Анни 2 ступеня.
- Орден «Pour le Mérite» (Пруссія)
- Золота шпага за хоробрість.
- Алмазні знаки ордена святої Анни 2 ступеня.
- Кульмський хрест